# جان کوناوتون
جان کوناوتون (به انگلیسی: John Connaughton؛ زادهٔ ۲۳ سپتامبر ۱۹۴۹- درگذشته ۱۲ نوامبر ۲۰۲۲) بازیکن فوتبال اهل بریتانیا بود.
از باشگاه‌هایی که در آن بازی کرده‌است می‌توان به باشگاه فوتبال آلترینچام، باشگاه فوتبال تورکی یونایتد، باشگاه فوتبال شفیلد یونایتد، باشگاه فوتبال منچستر یونایتد، و باشگاه فوتبال پورت ویل اشاره کرد.
وی همچنین در تیم ملی فوتبال جوانان انگلستان بازی کرده‌است.

## سالمندی و مرگ
جان کوناوتون درحالی‌که وارد تجارت کاغذ باطله شده بود برای آلترینکهام بازی می‌کرد. او با آنه ازدواج کرد. کوناوتون در ۱۲ نوامبر ۲۰۲۲ در سن ۷۳ سالگی درگذشت.